# (131696) 2001 XT254
(131696) 2001 XT254 является объектом пояса Койпера, имеет резонанс 3:7 с планетой Нептун. Объект пройдёт перигелий в 2015 году. Исходя из предположительного альбедо, его диаметр оценён в 133 км.

## Резонанс
Моделирования Емельянеко и Киселёва в 2007 году показали, что (131696) 2001 XT254 находится в либрации с резонансом 3:7 с Нептуном. Эта либрация может сохранять стабильность от 100 млн до миллиардов лет. Всего с момента открытия объект наблюдался 22 раза в 4 противостояниях.

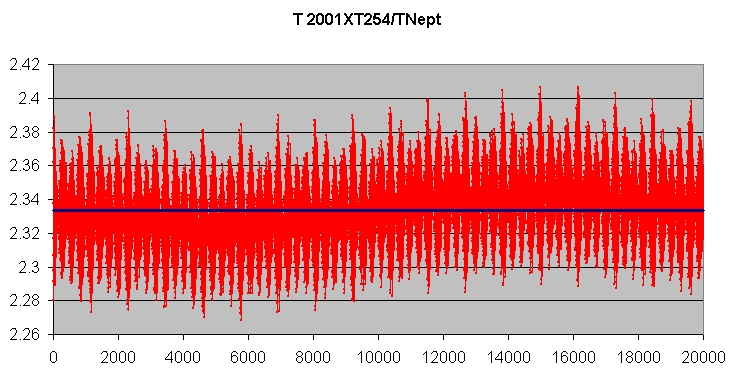
Орбитальный период 2001 XT_{254} около резонанса 3:7 (2.333) с Нептуном.

(95625) 2002 GX32 имеет аналогичные характеристики.